# Verticordia cooloomia
Verticordia cooloomia är en myrtenväxtart som beskrevs av Alexander Segger George. Verticordia cooloomia ingår i släktet Verticordia och familjen myrtenväxter. Inga underarter finns listade i Catalogue of Life.

## Bildgalleri

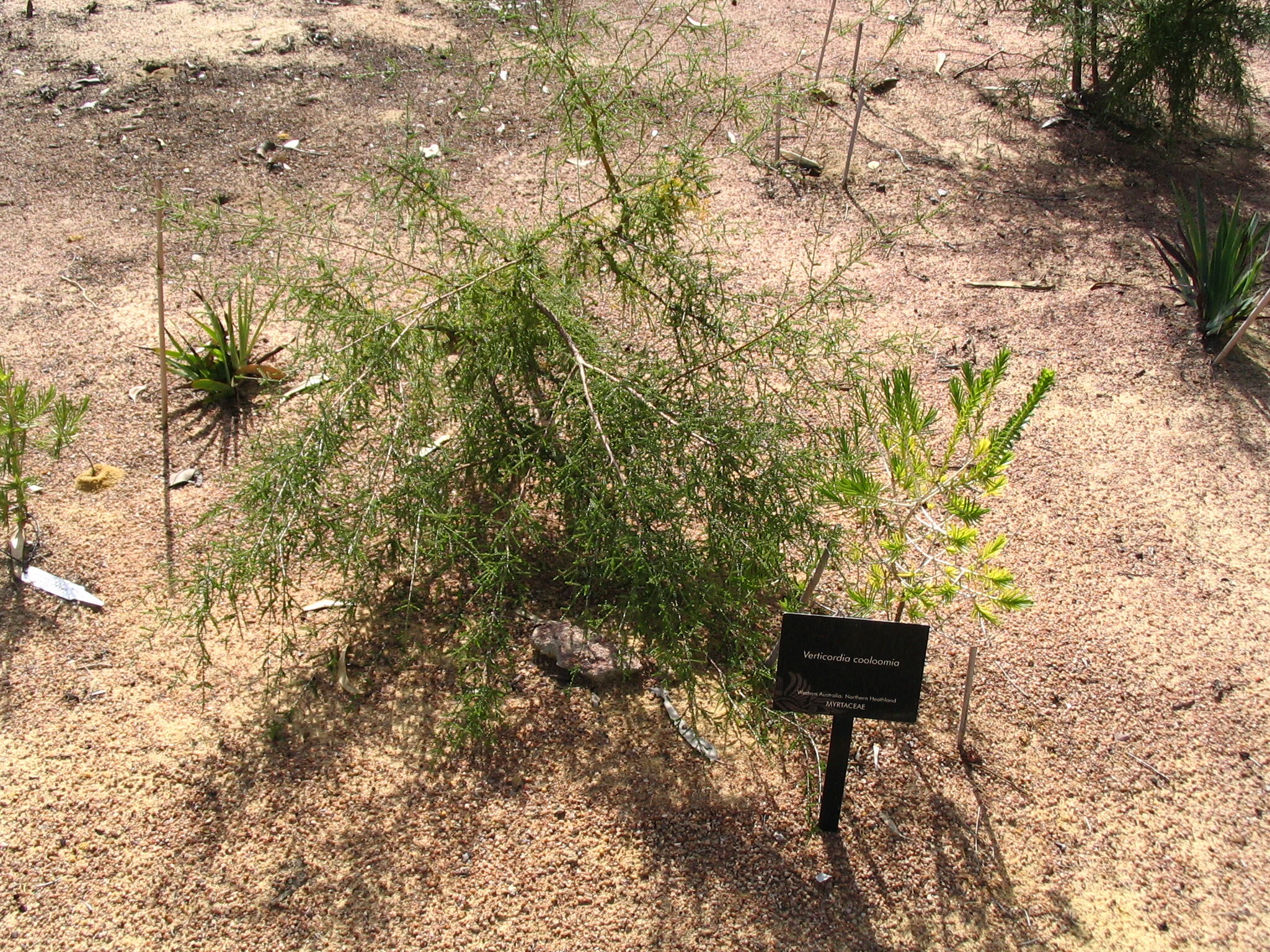